# Babylonokia

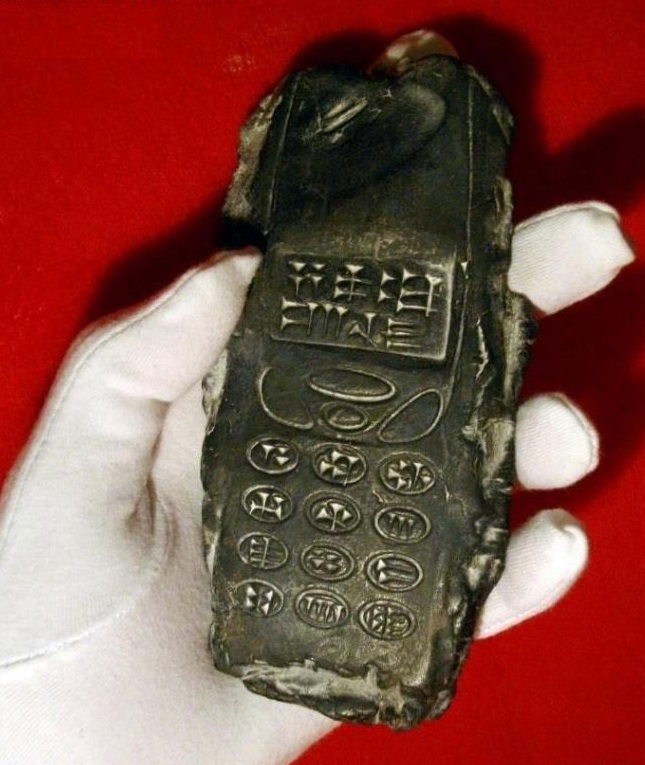
Babylonokia.

Babylonokia (también llamado Babylon-Nokia) es una obra de arte de Karl Weingärtner, creada en 2012. El objeto en forma de una tablilla representa un teléfono móvil con escritura cuneiforme en las teclas y la pantalla.
El objeto es único y propiedad de Karl Weingärtner. Está hecho de arcilla, pesa 91 gramos y mide aproximadamente 13.5 x 6.5 × 0.8 cm.

## La obra de arte
Con su trabajo Weingärtner quiere llamar la atención sobre el desarrollo y el problema de la transferencia de información desde la antigüedad hasta el presente.
Inspirado por una exposición del Museo de las Comunicaciones en Berlín titulado "De la escritura cuneiforme al SMS - Comunicación entonces y ahora", Weingartner creó una tablilla con la forma de un teléfono móvil con escritura cuneiforme, en reacción ante el impacto global y los efectos negativos de la tecnología informacional y por señalar confusas noticias falsas: Babilonia se erige como un símbolo de confusión, la escritura cuneiforme se considera el epítome del comienzo de los registros escritos.
El hecho de que es una copia en arcilla de lo que parece ser un teléfono móvil Sony Ericsson S868, un modelo de la década de 1990, no tenía ningún significado para el artista, ya que tanto el término "BabyloNokia", así como la naturaleza de la obra, se ve como una metáfora para todos los dispositivos móviles utilizados para la comunicación.

## Recepción en la edición de medios
Weingärtner había publicado una foto de la obra de arte en Facebook, un comentarista de Facebook que luego acuñó el nombre "BabyloNokia". Tres años más tarde, la imagen fue publicada en el sitio web del Conspiracy Club con el título "800 años de edad, teléfono móvil encontrado en Austria". Scott C. Waring, quien afirmó el editor de vista del UFO Daily que la imagen de Babylonokia prueba de ello es que los antiguos astronautas han visitado la Tierra en el pasado.
 El Daily Express publicó la foto de Weingärtners, sin citar ninguna fuente, alegando que era un artefacto del siglo XIII a. C. Los autores pseudocientíficos y representantes de la pseudoarqueología
 interpretaron a continuación una foto de Teléfonos móviles como un hallazgo arqueológico de 800 años.
Esta historia fue publicada en un video en el canal de YouTube Paranormal Crucible y llevó a los periódicos y agencias de noticias a difundir esto como un bulo.
Weingärtner dijo en una entrevista con el Huffington Post de los Estados Unidos: "La foto fue utilizada sin mi conocimiento [...]. Nunca quise algo así. No creo en los ovnis y no creo en los extraterrestres".